# Wedding (Berlim)
.

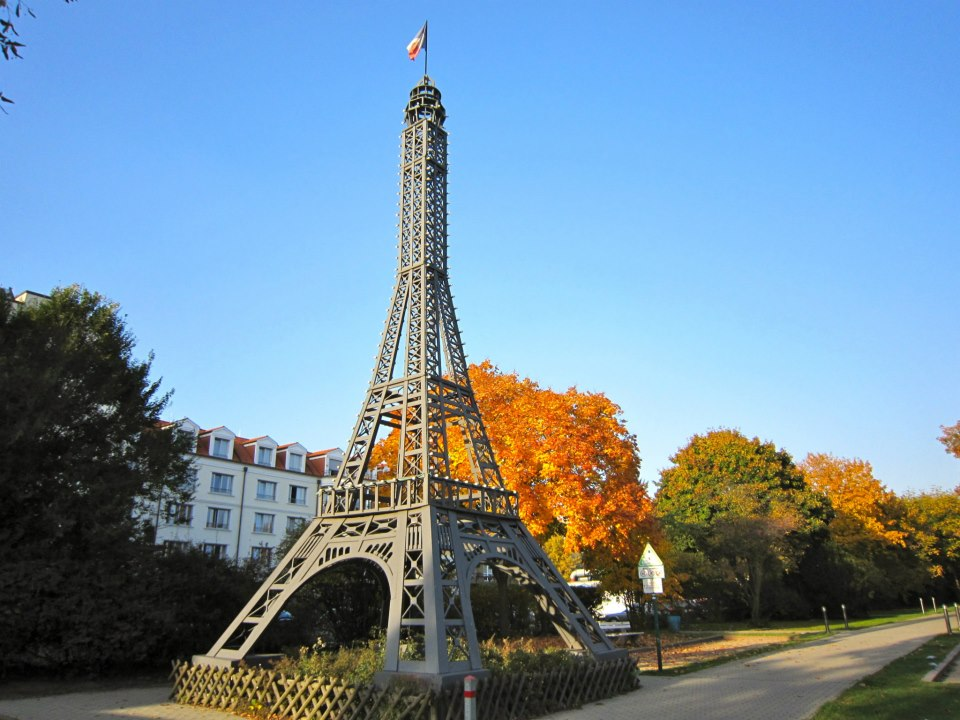
Miniatura da Torre Eiffel em Wedding

Wedding é uma localidade de Berlim que pertence ao bairro Mitte. O distrito atual foi formado em 2001 na Reforma Administrativa de Berlim e pertencia anteriormente a Berlim Ocidental.